# Sur (pénznem)
A sur Brazília és Argentína tervezett közös pénzneme.

## Név
A sur név a spanyol nyelv dél (égtáj) szóból származik.